# هنري لوسيان دي فريس
هنري لوسيان دي فريس هو رائد أعمال وسياسي سورينامي، ولد في 12 ديسمبر 1909 في باراماريبو في سورينام، وتوفي في 6 أبريل 1987 في لايدن في هولندا. انتخب مدير عام Suralco ‏ (أبريل 1962 – فبراير 1965).